# Jörgen Schmidtchen

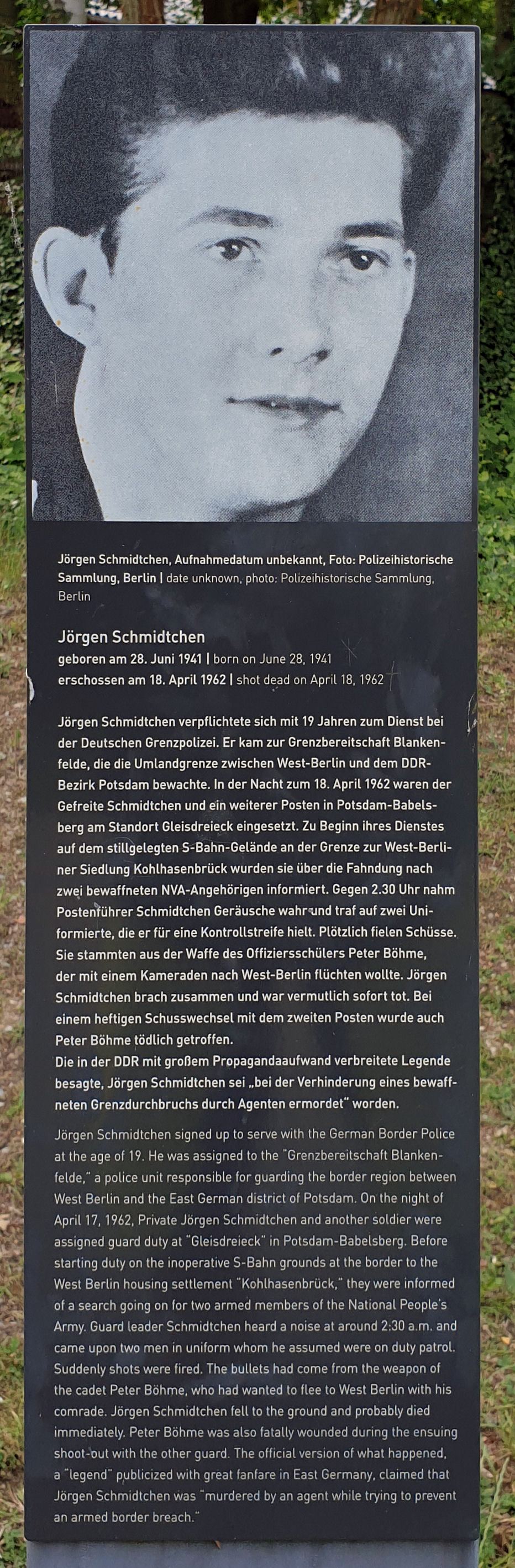
Gedenktafel in Babelsberg

Jörgen Schmidtchen (* 28. Juni 1941 in Leipzig; † 18. April 1962 in Potsdam) war der erste Angehörige der Grenztruppen der DDR, der an der Berliner Mauer während seines Dienstes ums Leben kam. Er wurde von einem Deserteur der Nationalen Volksarmee (NVA) erschossen.

## Leben
Jörgen Schmidtchen wurde in Leipzig geboren und wuchs dort auf. Nach Abschluss der Schule machte er im VEB Galvanotechnik Leipzig eine Lehre als Galvaniseur. Danach ging er nach Ludwigsfelde und arbeitete als Facharbeiter im VEB Industriewerk Ludwigsfelde, wo er als Jungaktivist ausgezeichnet wurde. Als er 19 Jahre alt war, verpflichtete er sich zum Dienst bei der Deutschen Grenzpolizei und wurde bei einer Einheit der Bereitschaftspolizei in Blankenfelde, südlich von Berlin, stationiert.

## Todesumstände
Schmidtchen, inzwischen Gefreiter, wurde in der Nacht zum 18. April 1962 gegen 2.25 Uhr auf den Gleisen am stillgelegten Gleisdreieck Griebnitzsee an der Grenze zur West-Berliner Ortslage Kohlhasenbrück am Außenring, der Grenze zwischen West-Berlin und der DDR, zwischen Potsdam-Babelsberg und Berlin-Zehlendorf erschossen.
Nach Aussagen der DDR-Propaganda soll er „bei der Verhinderung eines bewaffneten Grenzdurchbruchs durch Agenten ermordet“ worden sein. Tatsächlich jedoch kam es beim Fluchtversuch der zwei Offiziersschüler der NVA-Flak-Artillerie-Schule in Geltow, Peter Böhme und Wolfgang G., in den Westen zu einem Schusswechsel, bei dem Schmidtchen und der flüchtende Böhme tödlich verwundet wurden. Schmidtchen wurde mit der Waffe des 19-jährigen Böhme erschossen. Als daraufhin der andere Grenzposten das Feuer erwiderte, kam es zu einem Schusswechsel, bei dem Böhme ums Leben kam. Wolfgang G. entkam nach West-Berlin. Eine spätere Untersuchung ergab, dass sich der Postenführer Schmidtchen unvorsichtig verhalten habe, da er in der Annahme, dass die zwei Uniformierten eine Grenzpatrouille seien, seine Stellung verließ und ihnen entgegengelaufen war. Dies sollte jedoch nicht an die Öffentlichkeit gelangen. So wurde er postum für „vorbildliche Pflichterfüllung bei der Sicherung der Staatsgrenze“ zum Unteroffizier befördert und seine Eltern erhielten eine einmalige Unterstützung von 500 Mark. Jörgen Schmidtchen wurde auf dem Friedhof Leipzig-Schönefeld mit allen militärischen Ehren beigesetzt.

## Ehrungen
In der DDR wurde Jörgen Schmidtchen als Märtyrer stilisiert. Deshalb erhielten öffentliche Einrichtungen und Straßen seinen Namen, so wie die 33. Polytechnische Oberschule in Potsdam, ein Jugendklubhaus in Leipzig-Schönefeld oder die Betriebsberufsschule seines ehemaligen Lehrbetriebes VEB Galvanotechnik. Im Leipziger Stadtteil Gohlis trägt seit dem 3. Dezember 1986 die ehemalige  Straße 5 den Namen „Jörgen-Schmidtchen-Weg“.